# Габун
Габун (укр. Габун) — село в Краснодонском районе Луганской области Украины. Де факто — с 2014 года населённый пункт контролируется самопровозглашённой Луганской Народной Республикой. Входит в Белоскелеватский сельский совет.

## Население
Население — 53 человека (2001).

## География
Расположено в водосборном бассейне Северского Донца. Соседние населённые пункты: сёла Белоскелеватое, Комиссаровка, Видно-Софиевка и Новоанновка на западе, Лысое на северо-западе, Огульчанск и Водоток на севере, Ивановка и Давыдо-Никольское на северо-востоке, Радостное и Большой Суходол на востоке, Липовое, Дружное на юго-востоке, города Суходольск на юго-юго-востоке, Молодогвардейск на юго-юго-западе, сёла Придорожное и Самсоновка на юго-западе.